# Liste der Mitglieder des US-Repräsentantenhauses aus North Carolina

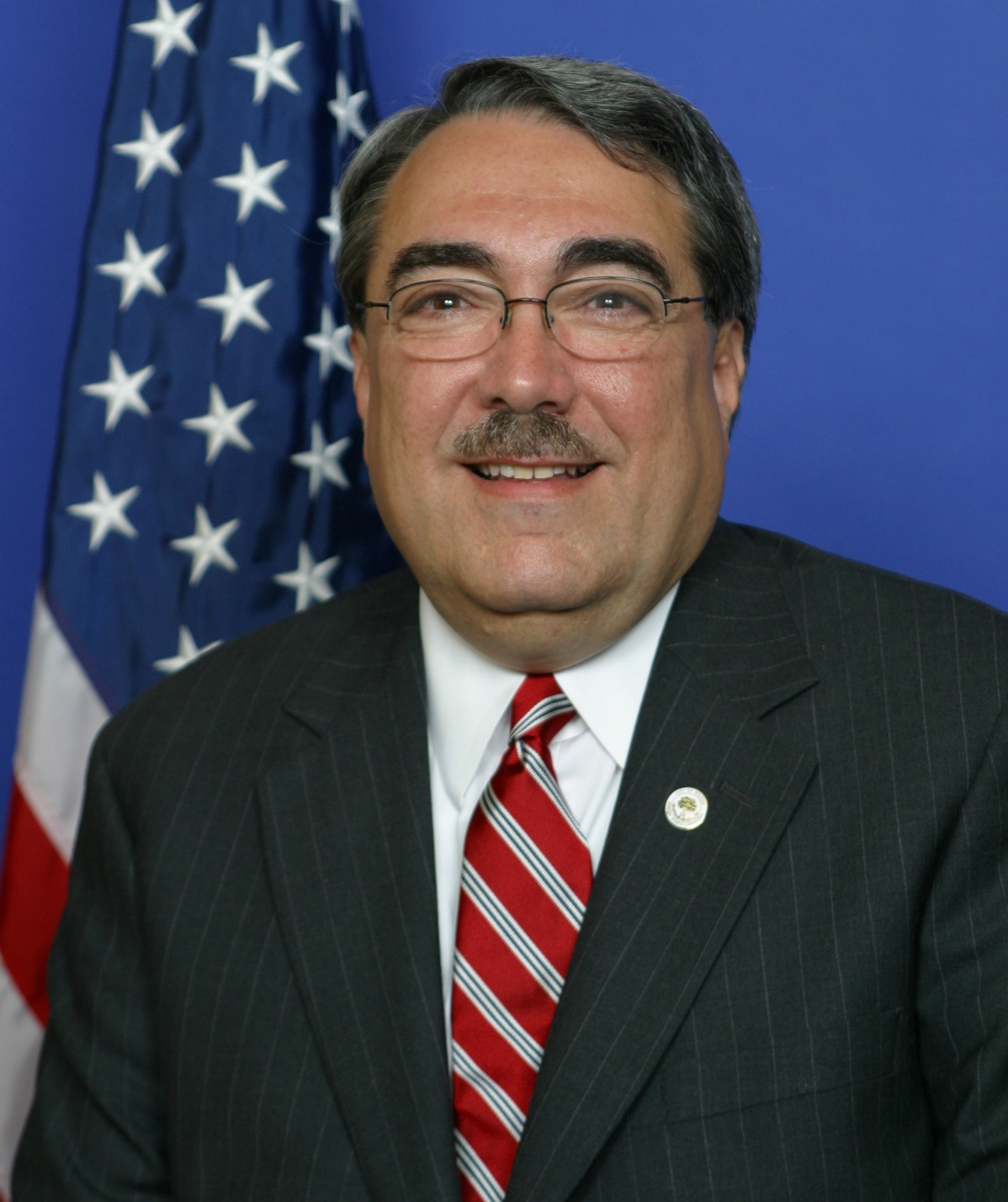
G. K. Butterfield, derzeitiger Vertreter des ersten Kongresswahlbezirks von North Carolina

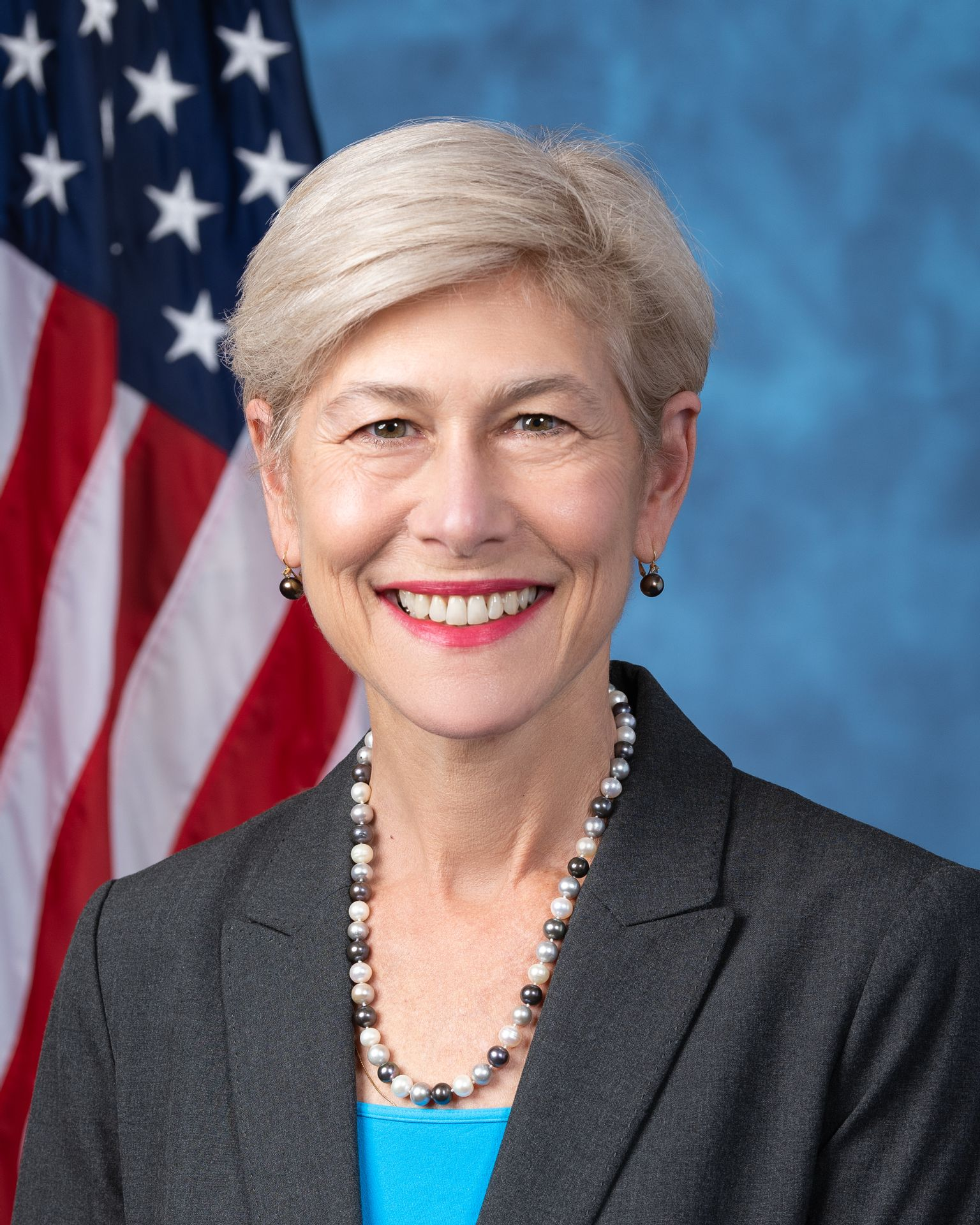
Deborah Ross, derzeitige Vertreterin des zweiten Kongresswahlbezirks von North Carolina

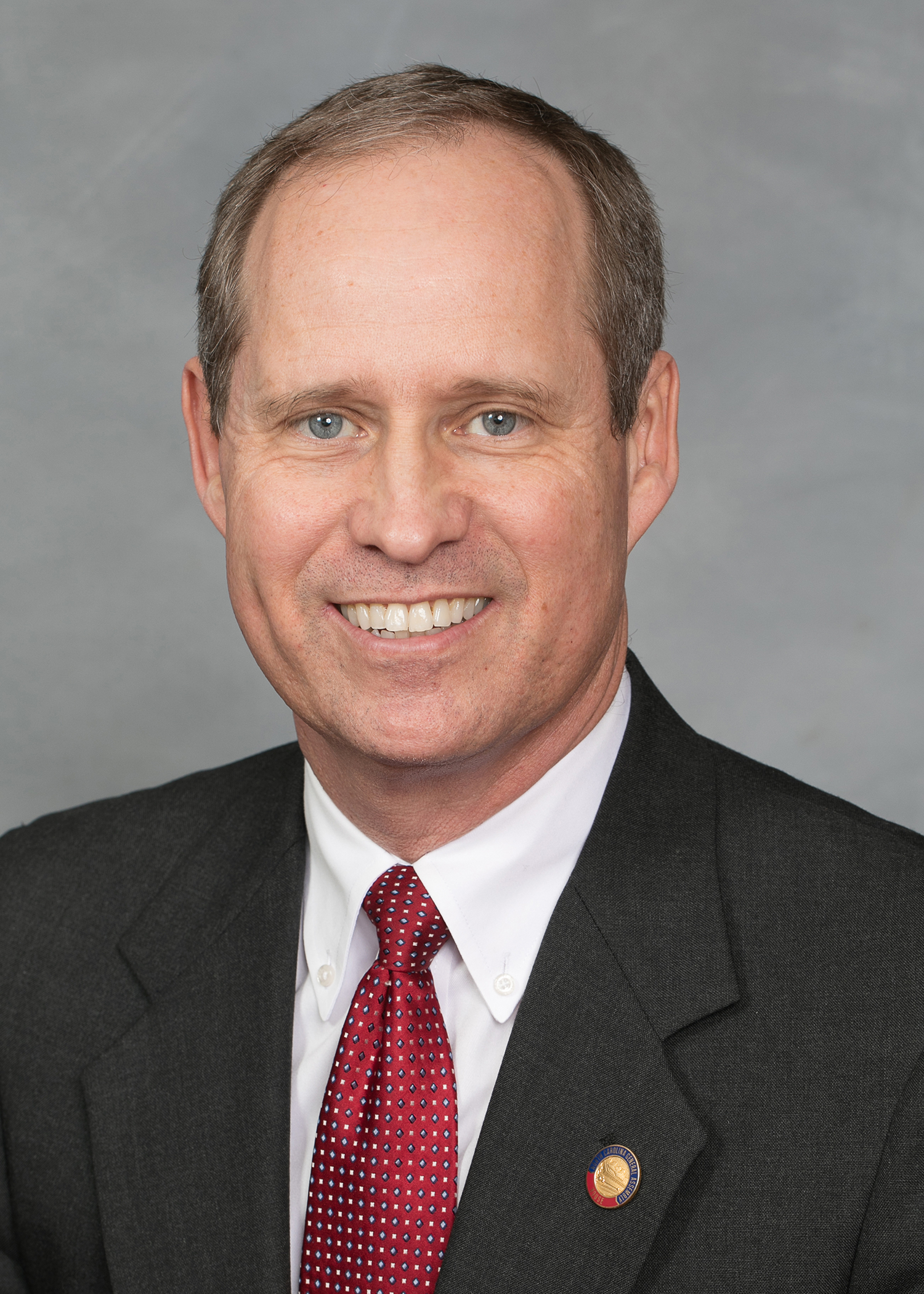
Greg Murphy, derzeitiger Vertreter des dritten Kongresswahlbezirks von North Carolina

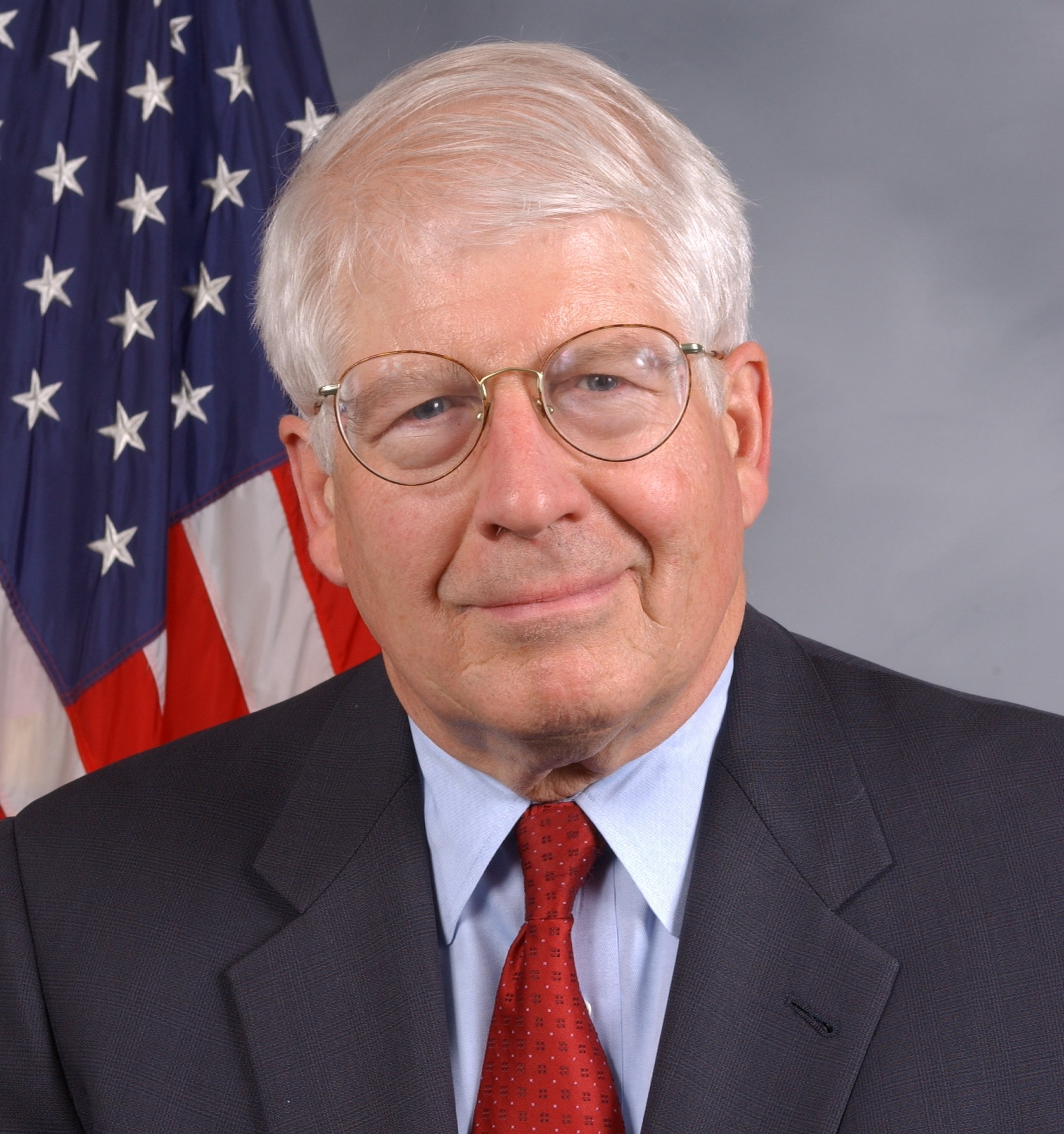
David Price, derzeitiger Vertreter des vierten Kongresswahlbezirks von North Carolina

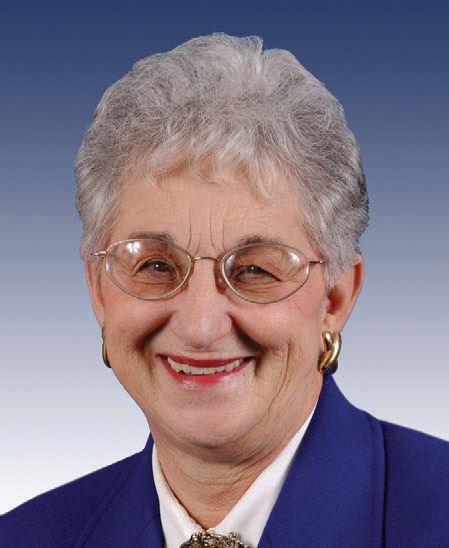
Virginia Foxx, derzeitige Vertreterin des fünften Kongresswahlbezirks von North Carolina

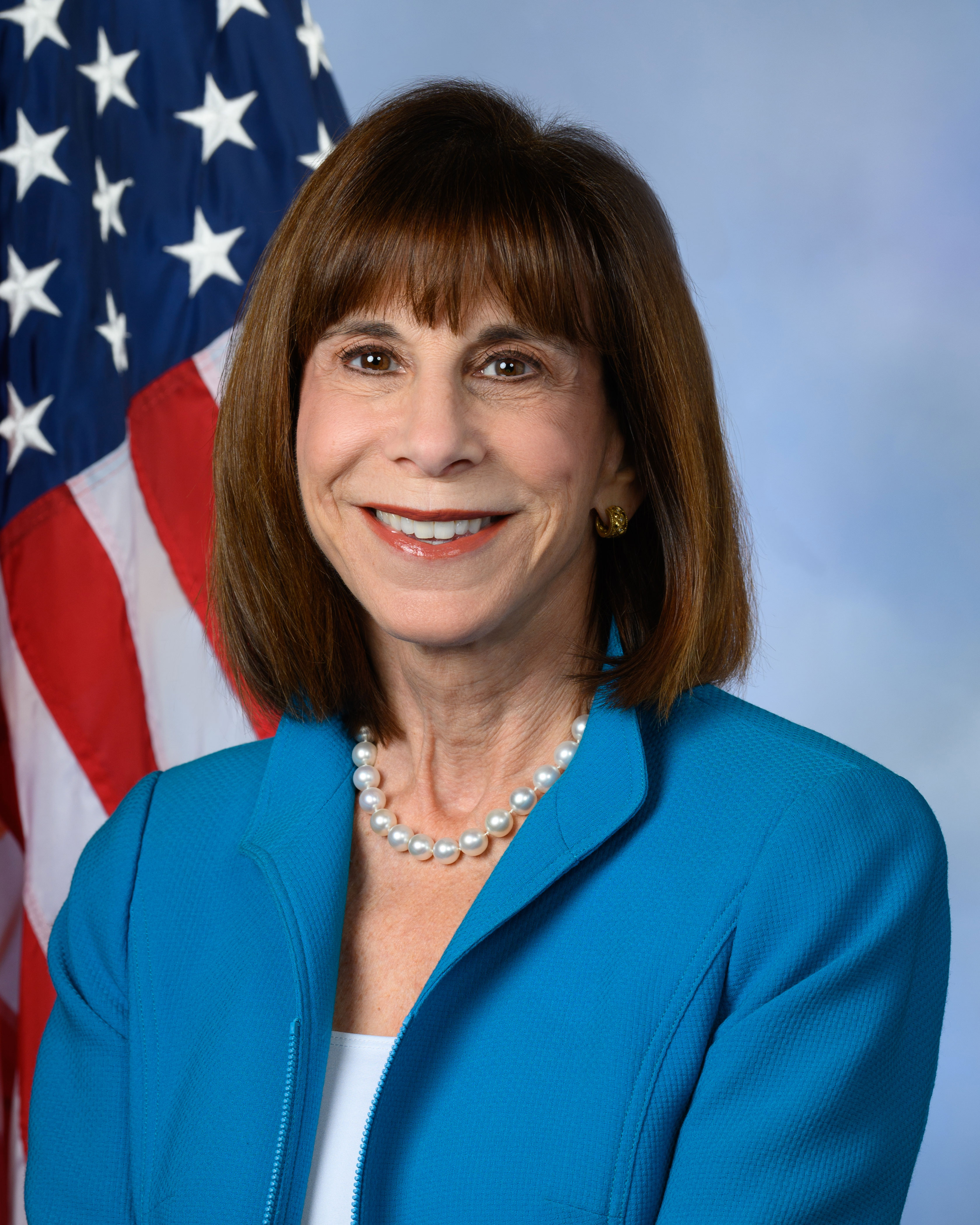
Kathy Manning, derzeitige Vertreterin des sechsten Kongresswahlbezirks von North Carolina

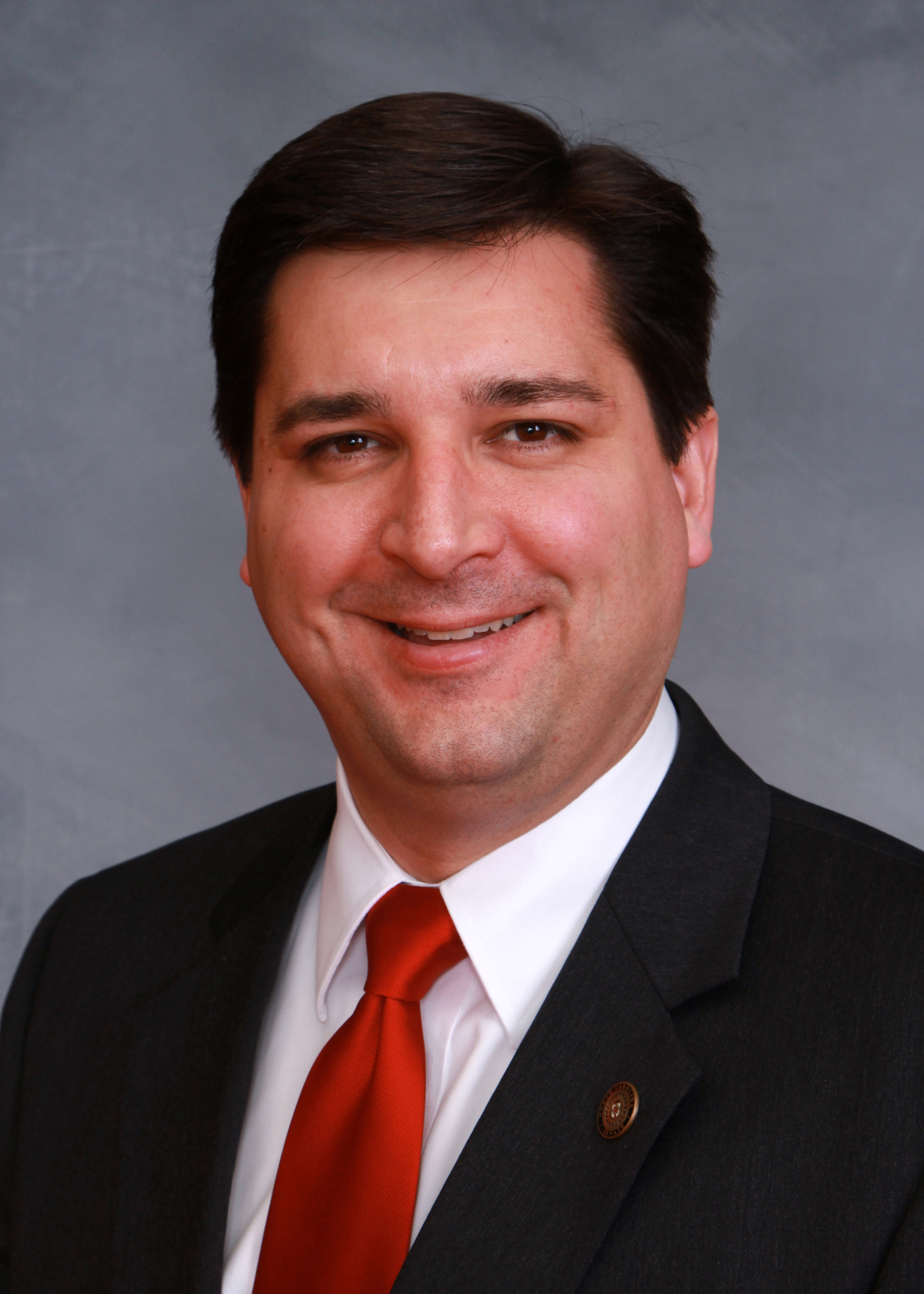
David Rouzer, derzeitiger Vertreter des siebten Kongresswahlbezirks von North Carolina

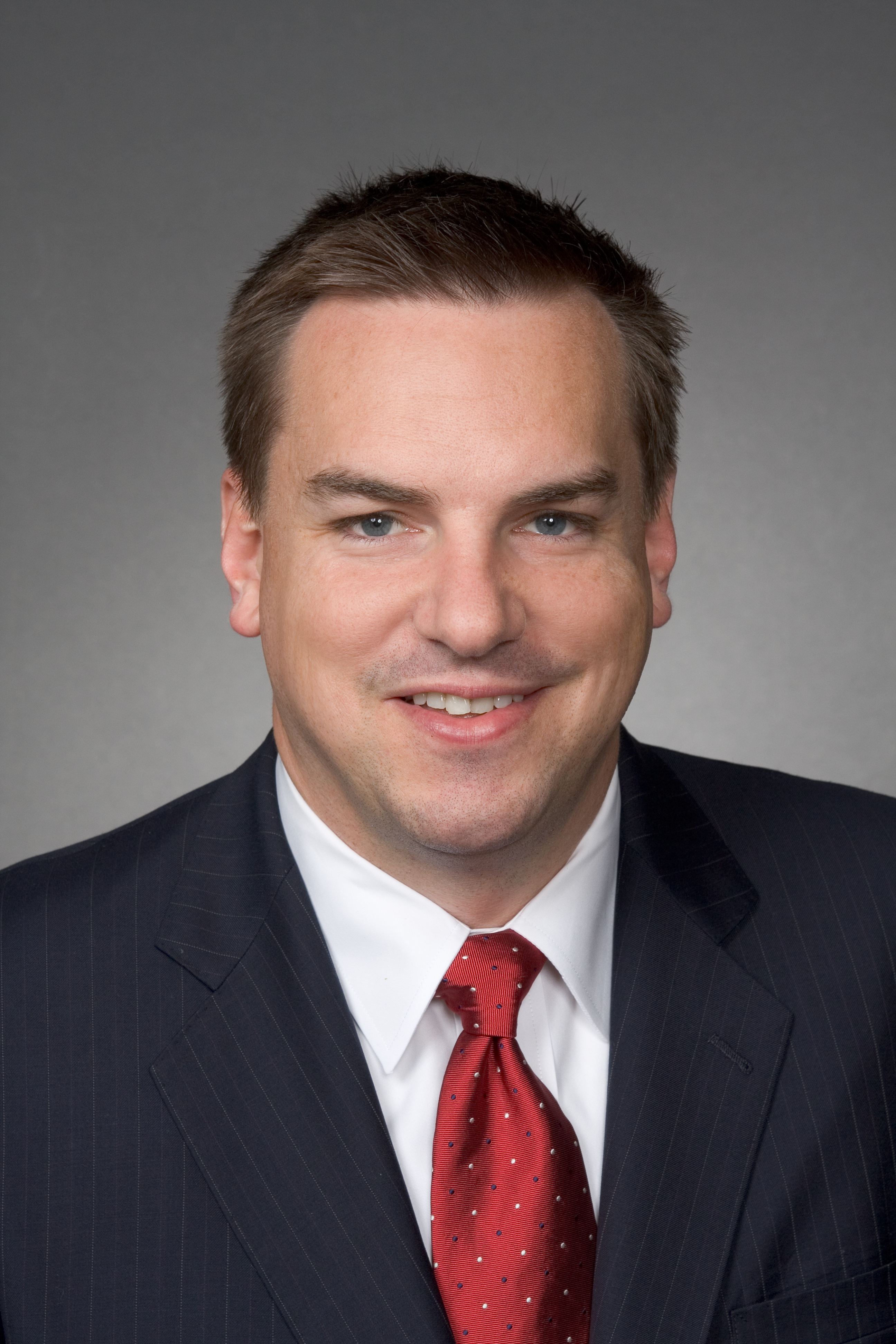
Richard Hudson, derzeitiger Vertreter des achten Kongresswahlbezirks von North Carolina

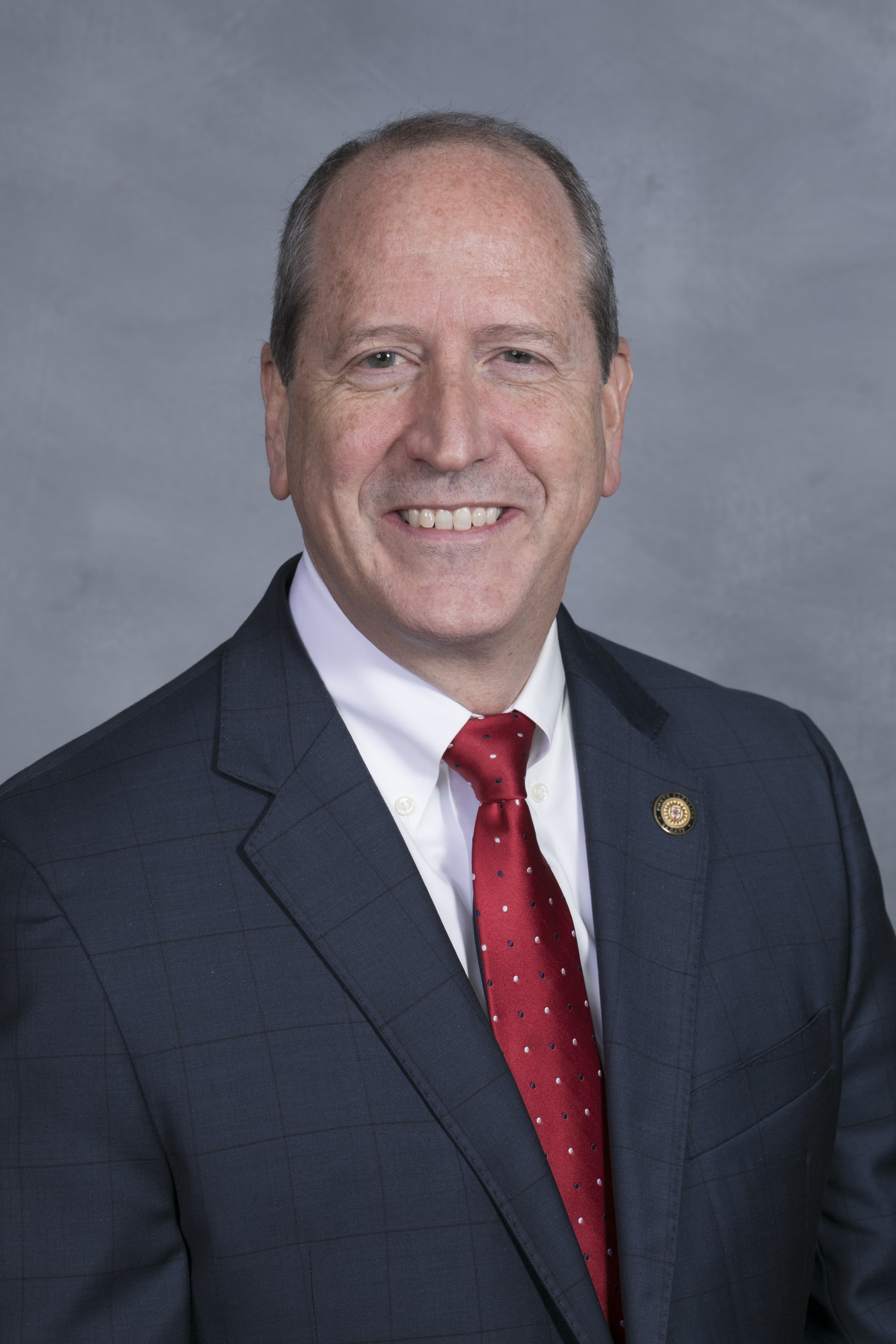
Dan Bishop, derzeitiger Vertreter des neunten Kongresswahlbezirks von North Carolina

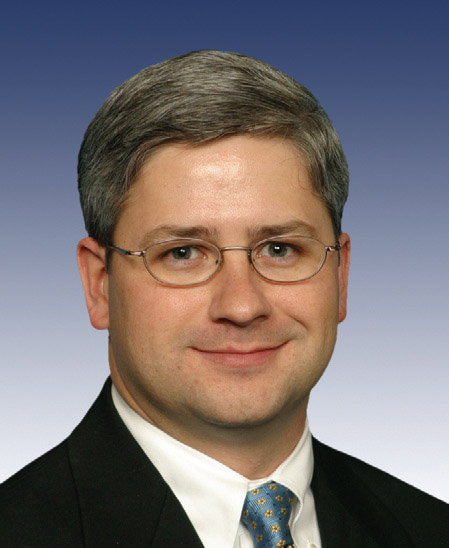
Patrick McHenry, derzeitiger Vertreter des zehnten Kongresswahlbezirks von North Carolina

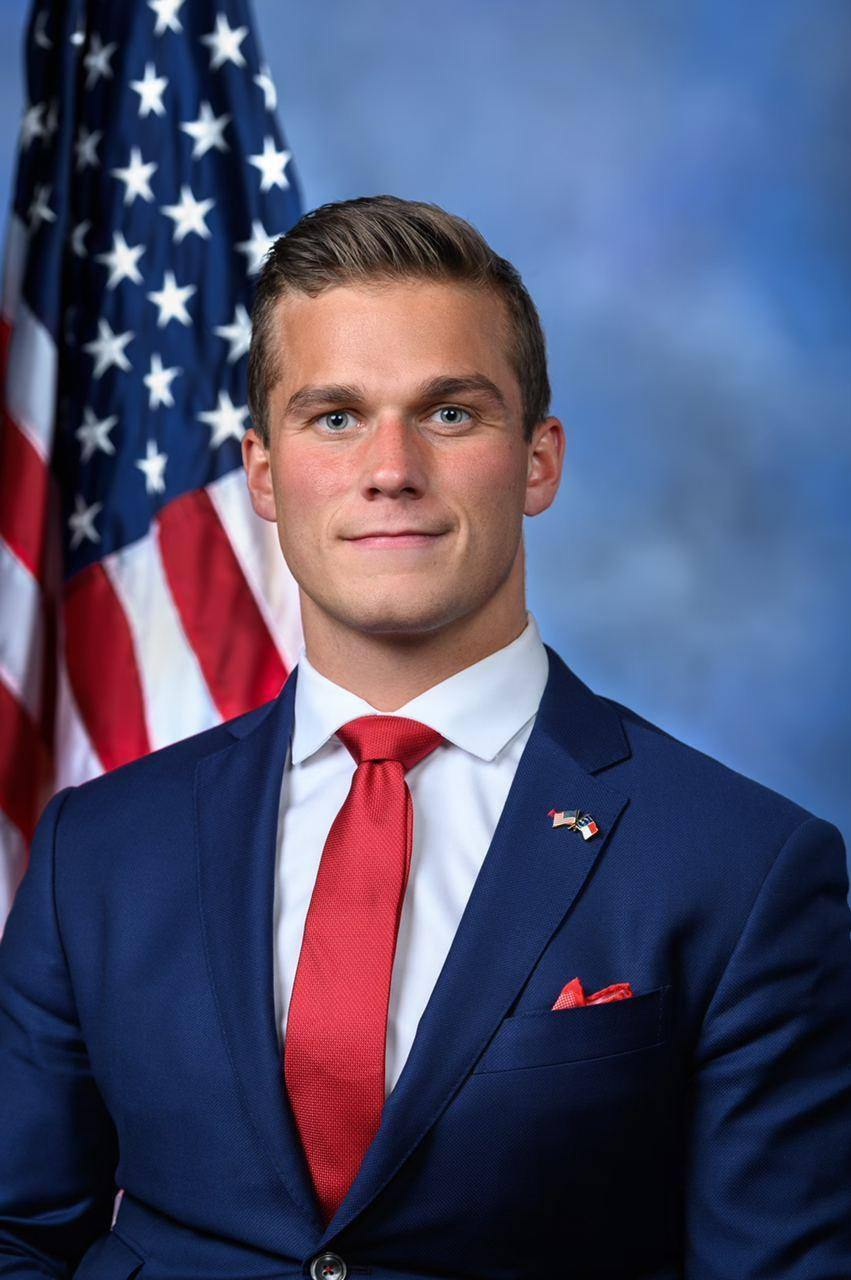
Madison Cawthorn, derzeitiger Vertreter des elften Kongresswahlbezirks von North Carolina

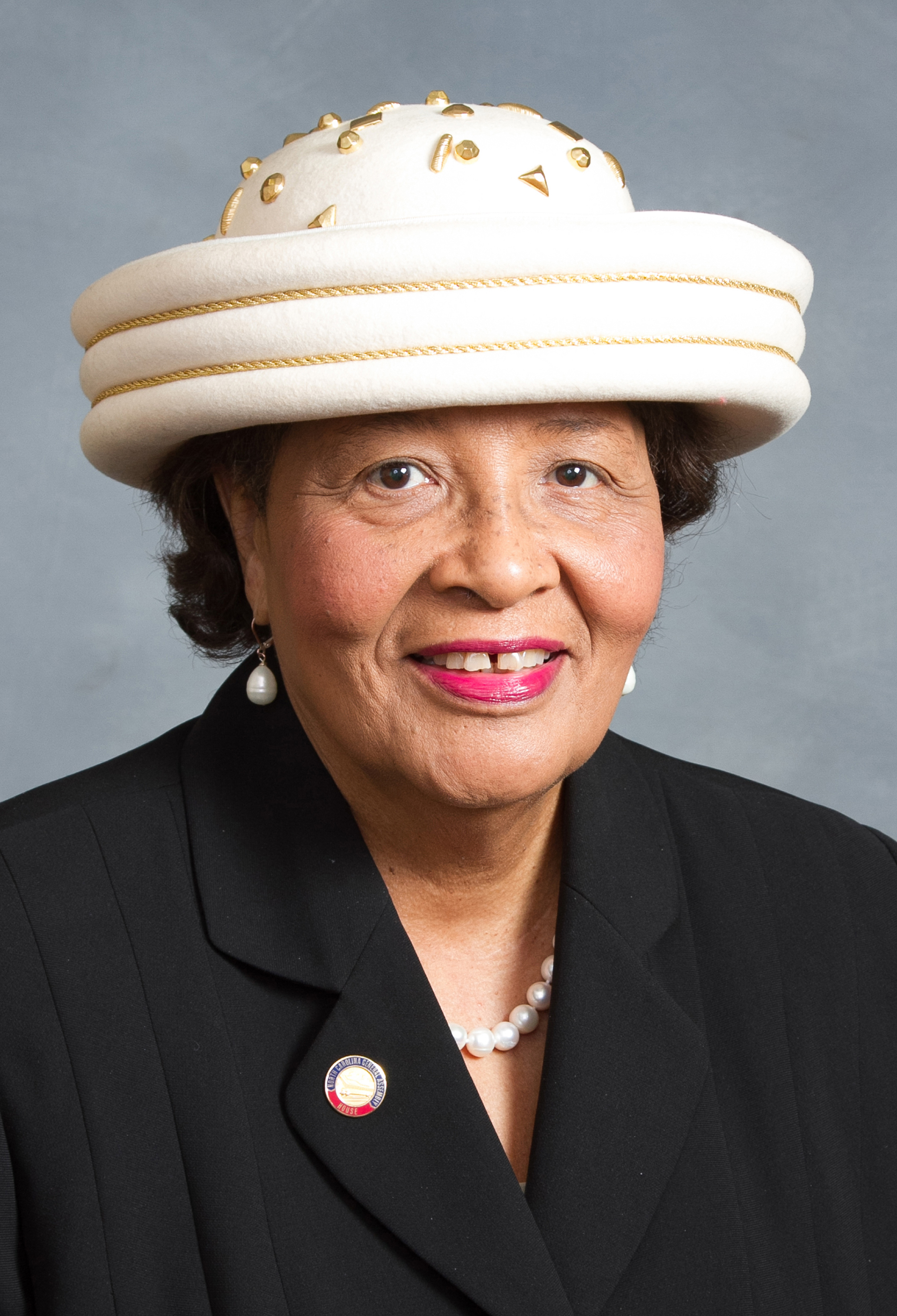
Alma Adams, derzeitige Vertreterin des zwölften Kongresswahlbezirks von North Carolina

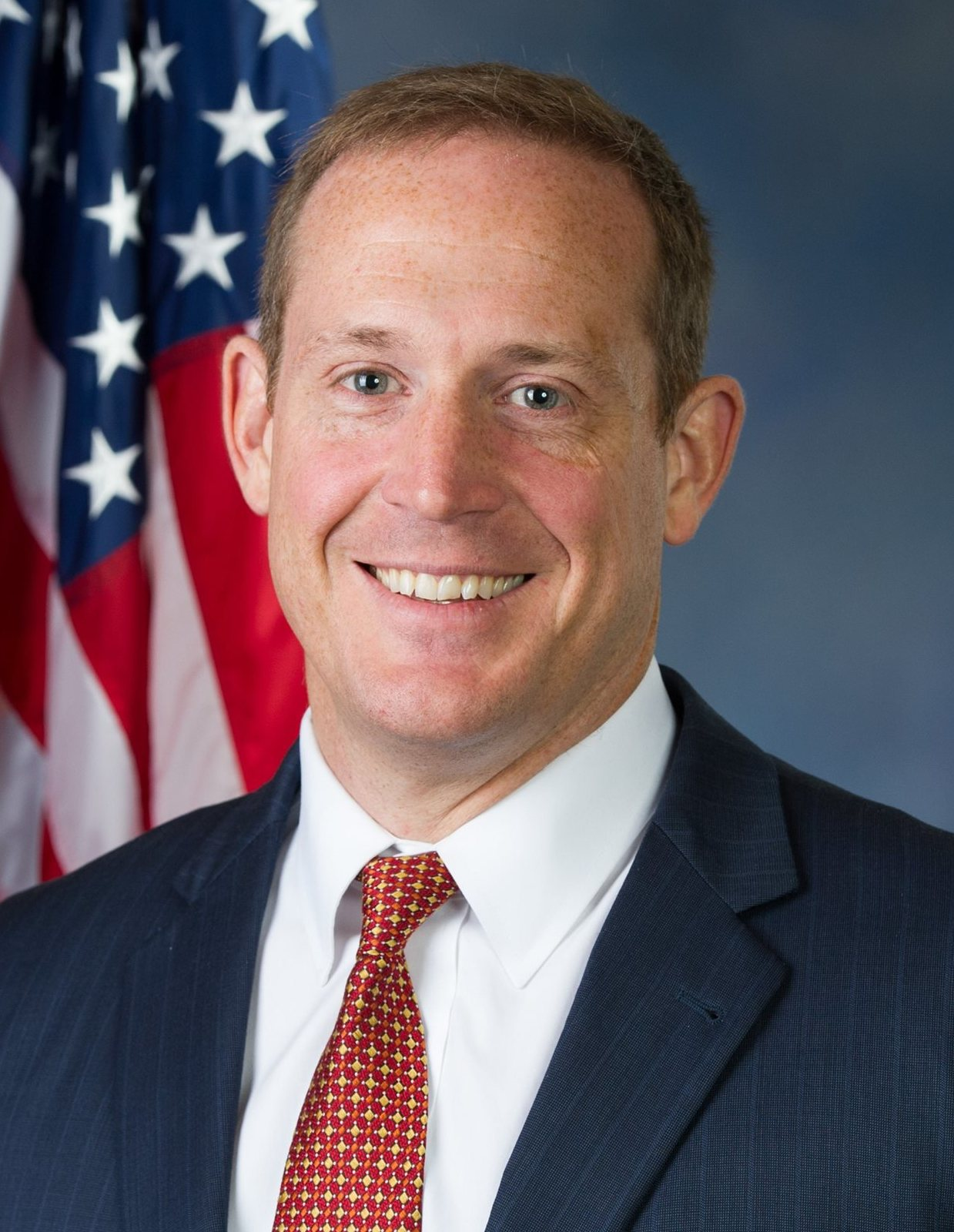
Ted Budd, derzeitiger Vertreter des 13. Kongresswahlbezirks von North Carolina

Diese Liste führt alle Politiker auf, die seit 1790 für den Bundesstaat North Carolina dem Repräsentantenhaus der Vereinigten Staaten angehört haben. North Carolina war im ersten und zweiten Kongress jeweils mit fünf Abgeordneten in der Parlamentskammer vertreten; diese Zahl stieg in den folgenden Jahrzehnten kontinuierlich an. Bereits 1813 wurde der 13. Wahlbezirk gebildet. Noch vor Ausbruch des Bürgerkrieges sank die Anzahl der Abgeordneten aus North Carolina auf acht. Von 1861 bis 1868 blieben die Sitze des Staates nach der Sezession North Carolinas aus der Union unbesetzt. Aufgrund von Anpassungen nach den jeweiligen Volkszählungen bewegte sich die Anzahl der Kongressabgeordneten in der Folge zwischen sieben und zwölf; seit dem Jahr 2003 sind 13 Abgeordnete aus North Carolina im Repräsentantenhaus vertreten. Gewählt wurde nahezu ausschließlich getrennt nach Wahlbezirken; lediglich im Jahr 1882 wurde der seinerzeit neu hinzugekommene neunte Sitz staatsweit („at-large“) vergeben.

## 1. Sitz (seit 1790)
| Name                           | Amtszeit                             | Partei                |
| ------------------------------ | ------------------------------------ | --------------------- |
| John Baptista Ashe             | 24. März 1790 – 3. März 1793         | parteilos             |
| William Johnston Dawson        | 4. März 1793 – 3. März 1795          | parteilos             |
| Jesse Franklin                 | 4. März 1795 – 3. März 1797          | Democratic Republican |
| Joseph McDowell Jr.            | 4. März 1797 – 3. März 1799          | Democratic Republican |
| Joseph Dickson                 | 4. März 1799 – 3. März 1801          | Föderalist            |
| Charles Johnson                | 4. März 1801 – 23. Juli 1802         | Democratic Republican |
| Thomas Wynns                   | 7. Dezember 1802 – 3. März 1807      | Democratic Republican |
| Lemuel Sawyer                  | 4. März 1807 – 3. März 1813          | Democratic Republican |
| William Hardy Murfree          | 4. März 1813 – 3. März 1817          | Democratic Republican |
| Lemuel Sawyer                  | 4. März 1817 – 3. März 1823          | Democratic Republican |
| Alfred Moore Gatlin            | 4. März 1823 – 3. März 1825          | Democratic Republican |
| Lemuel Sawyer                  | 4. März 1825 – 3. März 1829          | Democratic Republican |
| William Biddle Shepard         | 4. März 1829 – 3. März 1837          | Whig                  |
| Samuel Tredwell Sawyer         | 4. März 1837 – 3. März 1839          | Whig                  |
| Kenneth Rayner                 | 4. März 1839 – 3. März 1843          | Whig                  |
| Thomas Lanier Clingman         | 4. März 1843 – 3. März 1845          | Demokrat              |
| James Graham                   | 4. März 1845 – 3. März 1847          | Whig                  |
| Thomas Lanier Clingman         | 4. März 1847 – 7. Mai 1858           | Demokrat              |
| Henry Marchmore Shaw           | 4. März 1853 – 3. März 1855          | Demokrat              |
| Robert Treat Paine             | 4. März 1855 – 3. März 1857          | American Party        |
| Henry Marchmore Shaw           | 4. März 1857 – 3. März 1859          | Demokrat              |
| William Nathan Harrell Smith   | 4. März 1859 – 3. März 1861          | Opposition Party      |
| John Robert French             | 6. Juli 1868 – 3. März 1869          | Republikaner          |
| Clinton Levering Cobb          | 4. März 1869 – 3. März 1875          | Republikaner          |
| Jesse Johnson Yeates           | 4. März 1875 – 3. März 1879          | Demokrat              |
| Joseph John Martin             | 4. März 1879 – 29. Januar 1881       | Republikaner          |
| Jesse Johnson Yeates           | 29. Januar 1881 – 3. März 1881       | Demokrat              |
| Louis Charles Latham           | 4. März 1881 – 3. März 1883          | Demokrat              |
| Walter Freshwater Pool         | 4. März 1883 – 25. August 1883       | Republikaner          |
| Thomas Gregory Skinner         | 20. November 1883 – 3. März 1887     | Demokrat              |
| Louis Charles Latham           | 4. März 1887 – 3. März 1889          | Demokrat              |
| Thomas Gregory Skinner         | 4. März 1889 – 3. März 1891          | Demokrat              |
| William Augustus Blount Branch | 4. März 1891 – 3. März 1895          | Demokrat              |
| Harry Skinner                  | 4. März 1895 – 3. März 1899          | Populist Party        |
| John Humphrey Small            | 4. März 1899 – 3. März 1921          | Demokrat              |
| Hallett Sydney Ward            | 4. März 1921 – 3. März 1925          | Demokrat              |
| Lindsay Carter Warren          | 4. März 1925 – 1. November 1940      | Demokrat              |
| Herbert Covington Bonner       | 5. November 1940 – 7. November 1965  | Demokrat              |
| Walter Beaman Jones Sr.        | 5. Februar 1966 – 15. September 1992 | Demokrat              |
| Eva M. Clayton                 | 3. November 1992 – 3. Januar 2003    | Demokrat              |
| Frank W. Ballance              | 3. Januar 2003 – 8. Juni 2004        | Demokrat              |
| George Kenneth Butterfield     | 20. Juli 2004 – 30. Dezember 2022    | Demokrat              |
| Don Davis                      | 3. Januar 2023 –                     | Demokrat              |

## 2. Sitz (seit 1790)
| Name                       | Amtszeit                          | Partei                |
| -------------------------- | --------------------------------- | --------------------- |
| John Steele                | 19. April 1790 – 3. März 1793     | parteilos             |
| Matthew Locke              | 4. März 1793 – 3. März 1799       | Democratic Republican |
| Willis Alston              | 4. März 1799 – 3. März 1815       | Democratic Republican |
| Joseph Hunter Bryan        | 4. März 1815 – 3. März 1819       | Democratic Republican |
| Hutchins Gordon Burton     | 6. Dezember 1819 – 23. März 1824  | Democratic Republican |
| George Outlaw              | 19. Januar 1825 – 3. März 1825    | Democratic Republican |
| Willis Alston              | 4. März 1825 – 3. März 1831       | Demokrat              |
| John Branch                | 12. Mai 1831 – 3. März 1833       | Demokrat              |
| Jesse Atherton Bynum       | 4. März 1833 – 3. März 1841       | Demokrat              |
| John Reeves Jones Daniel   | 4. März 1841 – 3. März 1843       | Demokrat              |
| Daniel Moreau Barringer    | 4. März 1843 – 3. März 1847       | Whig                  |
| Nathaniel Boyden           | 4. März 1847 – 3. März 1849       | Whig                  |
| Joseph Pearson Caldwell    | 4. März 1849 – 3. März 1853       | Whig                  |
| Thomas Hart Ruffin         | 4. März 1853 – 3. März 1861       | Demokrat              |
| David Heaton               | 15. Juli 1868 – 25. Juni 1870     | Republikaner          |
| Joseph Dixon               | 5. Dezember 1870 – 3. März 1871   | Republikaner          |
| Charles Randolph Thomas I  | 4. März 1871 – 3. März 1875       | Republikaner          |
| John Adams Hyman           | 4. März 1875 – 3. März 1877       | Republikaner          |
| Curtis Hooks Brogden       | 4. März 1877 – 3. März 1879       | Republikaner          |
| William Hodges Kitchin     | 4. März 1879 – 3. März 1881       | Demokrat              |
| Orlando Hubbs              | 4. März 1881 – 3. März 1883       | Republikaner          |
| James Edward O’Hara        | 4. März 1883 – 3. März 1887       | Republikaner          |
| Furnifold McLendel Simmons | 4. März 1887 – 3. März 1889       | Demokrat              |
| Henry Plummer Cheatham     | 4. März 1889 – 3. März 1893       | Republikaner          |
| Frederick Augustus Woodard | 4. März 1893 – 3. März 1897       | Demokrat              |
| George Henry White         | 4. März 1897 – 3. März 1901       | Republikaner          |
| Claude Kitchin             | 4. März 1901 – 31. Mai 1923       | Demokrat              |
| John Hosea Kerr            | 6. November 1923 – 3. Januar 1953 | Demokrat              |
| Lawrence H. Fountain       | 3. Januar 1953 – 3. Januar 1983   | Demokrat              |
| Itimous Thaddeus Valentine | 3. Januar 1983 – 3. Januar 1995   | Demokrat              |
| David Britton Funderburk   | 3. Januar 1995 – 3. Januar 1997   | Republikaner          |
| Bobby Ray Etheridge        | 3. Januar 1997 – 3. Januar 2011   | Demokrat              |
| Renee Jacisin Ellmers      | 3. Januar 2011 – 3. Januar 2017   | Republikaner          |
| George Edward Bell Holding | 3. Januar 2017 – 3. Januar 2021   | Republikaner          |
| Deborah Koff Ross          | 3. Januar 2021 –                  | Demokrat              |

## 3. Sitz (seit 1790)
| Name                        | Amtszeit                              | Partei                |
| --------------------------- | ------------------------------------- | --------------------- |
| Hugh Williamson             | 19. März 1790 – 3. März 1793          | parteilos             |
| Joseph McDowell             | 3. März 1793 – 3. März 1795           | parteilos             |
| James Holland               | 4. März 1795 – 3. März 1797           | Democratic Republican |
| Robert Williams             | 4. März 1797 – 3. März 1803           | Democratic Republican |
| William Kennedy             | 4. März 1803 – 3. März 1805           | Democratic Republican |
| Thomas Blount               | 4. März 1805 – 3. März 1809           | Democratic Republican |
| William Kennedy             | 4. März 1809 – 3. März 1811           | Democratic Republican |
| Thomas Blount               | 4. März 1811 – 7. Februar 1812        | Democratic Republican |
| William Kennedy             | 30. Januar 1813 – 3. März 1815        | Democratic Republican |
| James West Clark            | 4. März 1815 – 3. März 1817           | Democratic Republican |
| Thomas H. Hall              | 4. März 1817 – 3. März 1823           | Democratic Republican |
| Charles Hooks               | 4. März 1823 – 3. März 1825           | Democratic Republican |
| Richard Hines               | 4. März 1825 – 3. März 1827           | Democratic Republican |
| Thomas H. Hall              | 4. März 1827 – 3. März 1835           | Demokrat              |
| Ebenezer Pettigrew          | 4. März 1835 – 3. März 1837           | Whig                  |
| Edward Stanly               | 4. März 1837 – 3. März 1843           | Whig                  |
| David Settle Reid           | 4. März 1843 – 3. März 1847           | Demokrat              |
| Daniel Moreau Barringer     | 4. März 1847 – 3. März 1849           | Whig                  |
| Edmund Deberry              | 4. März 1849 – 3. März 1851           | Whig                  |
| Alfred Dockery              | 4. März 1851 – 3. März 1853           | Whig                  |
| William Shepperd Ashe       | 4. März 1853 – 3. März 1855           | Demokrat              |
| Warren Winslow              | 4. März 1855 – 3. März 1861           | Demokrat              |
| Oliver Hart Dockery         | 13. Juli 1868 – 3. März 1871          | Republikaner          |
| Alfred Moore Waddell        | 4. März 1871 – 3. März 1879           | Demokrat              |
| Daniel Lindsay Russell      | 4. März 1879 – 3. März 1881           | Greenback Party       |
| John Williams Shackelford   | 4. März 1881 – 18. Januar 1883        | Demokrat              |
| Wharton Jackson Green       | 4. März 1883 – 3. März 1887           | Demokrat              |
| Charles Washington McClammy | 4. März 1887 – 3. März 1891           | Demokrat              |
| Benjamin Franklin Grady     | 4. März 1891 – 3. März 1895           | Demokrat              |
| John Gilbert Shaw           | 4. März 1895 – 3. März 1897           | Demokrat              |
| John Edgar Fowler           | 4. März 1897 – 3. März 1899           | Populist Party        |
| Charles Randolph Thomas II  | 4. März 1899 – 3. März 1911           | Demokrat              |
| John Miller Faison          | 4. März 1911 – 3. März 1915           | Demokrat              |
| George Ezekial Hood         | 4. März 1915 – 3. März 1919           | Demokrat              |
| Samuel Mitchell Brinson     | 4. März 1919 – 13. April 1922         | Demokrat              |
| Charles Laban Abernethy     | 7. November 1922 – 3. Januar 1935     | Demokrat              |
| Graham Arthur Barden        | 3. Januar 1935 – 3. Januar 1961       | Demokrat              |
| David Newton Henderson      | 3. Januar 1961 – 3. Januar 1977       | Demokrat              |
| Charles Orville Whitley     | 3. Januar 1977 – 31. Dezember 1986    | Demokrat              |
| Harold Martin Lancaster     | 3. Januar 1987 – 3. Januar 1995       | Demokrat              |
| Walter Beaman Jones         | 3. Januar 1995 – 10. Februar 2019     | Republikaner          |
| Vakant                      | 10. Februar 2019 – 10. September 2019 |                       |
| Gregory Francis Murphy      | 10. September 2019 –                  | Republikaner          |

## 4. Sitz (seit 1790)
| Name                      | Amtszeit                         | Partei                |
| ------------------------- | -------------------------------- | --------------------- |
| Timothy Bloodworth        | 6. April 1790 – 3. März 1791     | parteilos             |
| William Barry Grove       | 3. März 1791 – 3. März 1793      | parteilos             |
| Alexander Mebane          | 3. März 1793 – 3. März 1795      | parteilos             |
| Absalom Tatom             | 4. März 1795 – 1. Juni 1796      | Democratic Republican |
| William Francis Strudwick | 28. November 1796 – 3. März 1797 | Föderalist            |
| Richard Stanford          | 4. März 1797 – 9. April 1803     | Democratic Republican |
| William Blackledge        | 4. März 1803 – 3. März 1809      | Democratic Republican |
| John Stanly               | 4. März 1809 – 3. März 1811      | Föderalist            |
| William Blackledge        | 4. März 1811 – 3. März 1813      | Democratic Republican |
| William J. Gaston         | 4. März 1813 – 3. März 1817      | Föderalist            |
| Jesse Slocumb             | 4. März 1817 – 20. Dezember 1820 | Föderalist            |
| William Salter Blackledge | 7. Februar 1821 – 3. März 1823   | Democratic Republican |
| Richard Dobbs Spaight Jr. | 4. März 1823 – 3. März 1825      | Democratic Republican |
| John Heritage Bryan       | 4. März 1825 – 3. März 1829      | Nationalrepublikaner  |
| Jesse Speight             | 4. März 1829 – 3. März 1837      | Demokrat              |
| Charles Biddle Shepard    | 4. März 1837 – 3. März 1841      | Whig                  |
| William Henry Washington  | 4. März 1841 – 3. März 1843      | Whig                  |
| Edmund Deberry            | 4. März 1843 – 3. März 1845      | Whig                  |
| Alfred Dockery            | 4. März 1845 – 3. März 1847      | Whig                  |
| Augustine Henry Shepperd  | 4. März 1847 – 3. März 1851      | Whig                  |
| James Turner Morehead     | 4. März 1851 – 3. März 1853      | Whig                  |
| Sion Hart Rogers          | 4. März 1853 – 3. März 1855      | Whig                  |
| Lawrence O’Bryan Branch   | 4. März 1855 – 3. März 1861      | Demokrat              |
| John Thomas Deweese       | 6. Juli 1868 – 28. Februar 1870  | Republikaner          |
| John Manning              | 7. Dezember 1870 – 3. März 1871  | Demokrat              |
| Sion Hart Rogers          | 4. März 1871 – 3. März 1873      | Demokrat              |
| William Alexander Smith   | 4. März 1873 – 3. März 1875      | Republikaner          |
| Joseph Jonathan Davis     | 4. März 1875 – 3. März 1881      | Demokrat              |
| William Ruffin Cox        | 4. März 1881 – 3. März 1887      | Demokrat              |
| John Nichols              | 4. März 1887 – 3. März 1889      | Unabhängiger          |
| Benjamin Hickman Bunn     | 4. März 1889 – 3. März 1895      | Demokrat              |
| William Franklin Strowd   | 4. März 1895 – 3. März 1899      | Populist Party        |
| John Wilbur Atwater       | 4. März 1899 – 3. März 1901      | Populist Party        |
| Edward William Pou        | 4. März 1901 – 1. April 1934     | Demokrat              |
| Harold Dunbar Cooley      | 7. Juli 1934 – 30. Dezember 1966 | Demokrat              |
| James Carson Gardner      | 3. Januar 1967 – 3. Januar 1969  | Republikaner          |
| Nick Galifianakis         | 3. Januar 1969 – 3. Januar 1973  | Demokrat              |
| Ike Franklin Andrews      | 3. Januar 1973 – 3. Januar 1985  | Demokrat              |
| William Wilfred Cobey     | 3. Januar 1985 – 3. Januar 1987  | Republikaner          |
| David Eugene Price        | 3. Januar 1987 – 3. Januar 1995  | Demokrat              |
| Fredrick Heineman         | 3. Januar 1995 – 3. Januar 1997  | Republikaner          |
| David Eugene Price        | 3. Januar 1997 –                 | Demokrat              |

## 5. Sitz (seit 1790)
| Name                                | Amtszeit                            | Partei                |
| ----------------------------------- | ----------------------------------- | --------------------- |
| John Sevier                         | 16. Juni 1790 – 3. März 1791        | parteilos             |
| Nathaniel Macon                     | 4. März 1791 – 3. März 1803         | Democratic Republican |
| James Gillespie                     | 4. März 1803 – 3. März 1805         | Democratic Republican |
| Thomas Kenan                        | 4. März 1805 – 3. März 1811         | Democratic Republican |
| William Rufus DeVane King           | 4. März 1811 – 4. November 1816     | Democratic Republican |
| Charles Hooks                       | 2. Dezember 1816 – 3. März 1817     | Democratic Republican |
| James Owen                          | 4. März 1817 – 3. März 1819         | Democratic Republican |
| Charles Hooks                       | 4. März 1819 – 3. März 1823         | Democratic Republican |
| Thomas H. Hall                      | 4. März 1823 – 3. März 1825         | Democratic Republican |
| Gabriel Holmes                      | 4. März 1825 – 26. September 1829   | Democratic Republican |
| Edward Bishop Dudley                | 10. November 1829 – 3. März 1831    | Demokrat              |
| James Iver McKay                    | 4. März 1831 – 3. März 1843         | Demokrat              |
| Romulus Mitchell Saunders           | 4. März 1843 – 3. März 1845         | Demokrat              |
| James Cochran Dobbin                | 4. März 1845 – 3. März 1847         | Demokrat              |
| Abraham Watkins Venable             | 4. März 1847 – 3. März 1853         | Demokrat              |
| John Kerr                           | 4. März 1853 – 3. März 1855         | Whig                  |
| Edwin Godwin Reade                  | 4. März 1855 – 3. März 1857         | American Party        |
| John Adams Gilmer                   | 4. März 1857 – 3. März 1861         | American Party        |
| Israel George Lash                  | 20. Juli 1868 – 3. März 1871        | Republikaner          |
| James Madison Leach                 | 4. März 1871 – 3. März 1875         | Demokrat              |
| Alfred Moore Scales                 | 4. März 1875 – 30. Dezember 1884    | Demokrat              |
| James Wesley Reid                   | 28. Januar 1885 – 31. Dezember 1886 | Demokrat              |
| John Morehead Brower                | 4. März 1887 – 3. März 1891         | Republikaner          |
| Archibald Hunter Arrington Williams | 4. März 1891 – 3. März 1893         | Demokrat              |
| Thomas Settle III                   | 4. März 1893 – 3. März 1897         | Republikaner          |
| William Walton Kitchin              | 4. März 1897 – 11. Januar 1909      | Demokrat              |
| John Motley Morehead                | 4. März 1909 – 3. März 1911         | Republikaner          |
| Charles Manly Stedman               | 4. März 1911 – 23. September 1930   | Demokrat              |
| Franklin Wills Hancock              | 4. November 1930 – 3. Januar 1939   | Demokrat              |
| Alonzo Dillard Folger               | 3. Januar 1939 – 30. April 1941     | Demokrat              |
| John Hamlin Folger                  | 14. Juni 1941 – 3. Januar 1949      | Demokrat              |
| Richard Thurmond Chatham            | 3. Januar 1949 – 3. Januar 1957     | Demokrat              |
| Ralph James Scott                   | 3. Januar 1957 – 3. Januar 1967     | Demokrat              |
| Nick Galifianakis                   | 3. Januar 1967 – 3. Januar 1969     | Demokrat              |
| Wilmer David Mizell                 | 3. Januar 1969 – 3. Januar 1975     | Republikaner          |
| Stephen Lybrook Neal                | 3. Januar 1975 – 3. Januar 1995     | Demokrat              |
| Richard Mauze Burr                  | 3. Januar 1995 – 3. Januar 2005     | Republikaner          |
| Virginia Ann Foxx                   | 3. Januar 2005 –                    | Republikaner          |

## 6. Sitz (seit 1793)
| Name                       | Amtszeit                         | Partei                |
| -------------------------- | -------------------------------- | --------------------- |
| James Gillespie            | 4. März 1793 – 3. März 1799      | Democratic Republican |
| William Henry Hill         | 4. März 1799 – 3. März 1803      | Föderalist            |
| Nathaniel Macon            | 4. März 1803 – 13. Dezember 1815 | Democratic Republican |
| Weldon Nathaniel Edwards   | 7. Februar 1816 – 3. März 1827   | Democratic Republican |
| Daniel Turner              | 4. März 1827 – 3. März 1829      | parteilos             |
| Robert Potter              | 4. März 1829 – November 1831     | Demokrat              |
| Micajah Thomas Hawkins     | 15. Dezember 1831 – 3. März 1841 | Demokrat              |
| Archibald Hunter Arrington | 4. März 1841 – 3. März 1843      | Demokrat              |
| James Iver McKay           | 4. März 1843 – 3. März 1847      | Demokrat              |
| John Reeves Jones Daniel   | 4. März 1847 – 3. März 1853      | Demokrat              |
| Richard Clauselle Puryear  | 4. März 1853 – 3. März 1857      | Whig                  |
| Alfred Moore Scales        | 4. März 1857 – 3. März 1859      | Demokrat              |
| James Madison Leach        | 4. März 1859 – 3. März 1861      | Opposition Party      |
| Nathaniel Boyden           | 13. Juli 1868 – 3. März 1869     | Konservativer         |
| Francis Edwin Shober       | 4. März 1869 – 3. März 1873      | Demokrat              |
| Thomas Samuel Ashe         | 4. März 1873 – 3. März 1877      | Demokrat              |
| Walter Leak Steele         | 4. März 1877 – 3. März 1881      | Demokrat              |
| Clement Dowd               | 4. März 1881 – 3. März 1885      | Demokrat              |
| Risden Tyler Bennett       | 4. März 1885 – 3. März 1887      | Demokrat              |
| Alfred Rowland             | 4. März 1887 – 3. März 1891      | Demokrat              |
| Sydenham Benoni Alexander  | 4. März 1891 – 3. März 1895      | Demokrat              |
| James Alexander Lockhart   | 4. März 1895 – 5. Juni 1896      | Demokrat              |
| Charles Henry Martin       | 5. Juni 1896 – 3. März 1899      | Populist Party        |
| John Dillard Bellamy       | 4. März 1899 – 3. März 1903      | Demokrat              |
| Gilbert Brown Patterson    | 4. März 1903 – 3. März 1907      | Demokrat              |
| Hannibal Lafayette Godwin  | 4. März 1907 – 3. März 1921      | Demokrat              |
| Homer Le Grand Lyon        | 4. März 1921 – 3. März 1929      | Demokrat              |
| Jerome Bayard Clark        | 4. März 1929 – 3. März 1933      | Demokrat              |
| William Bradley Umstead    | 4. März 1933 – 3. Januar 1939    | Demokrat              |
| Carl Thomas Durham         | 3. Januar 1939 – 3. Januar 1961  | Demokrat              |
| Horace Robinson Kornegay   | 3. Januar 1961 – 3. Januar 1969  | Demokrat              |
| Lunsford Richardson Preyer | 3. Januar 1969 – 3. Januar 1981  | Demokrat              |
| Walter Eugene Johnston     | 3. Januar 1981 – 3. Januar 1983  | Republikaner          |
| Charles Robin Britt        | 3. Januar 1983 – 3. Januar 1985  | Demokrat              |
| John Howard Coble          | 3. Januar 1985 – 3. Januar 2015  | Republikaner          |
| Bradley Mark Walker        | 3. Januar 2015 – 3. Januar 2021  | Republikaner          |
| Kathy Ellen Manning        | 3. Januar 2021 –                 | Demokrat              |

## 7. Sitz (seit 1793)
| Name                        | Amtszeit                          | Partei                |
| --------------------------- | --------------------------------- | --------------------- |
| William Barry Grove         | 4. März 1793 – 3. März 1803       | Föderalist            |
| Samuel Dinsmore Purviance   | 4. März 1803 – 3. März 1805       | Föderalist            |
| Duncan McFarlan             | 4. März 1805 – 3. März 1807       | Democratic Republican |
| John Culpepper              | 4. März 1807 – 3. März 1809       | Föderalist            |
| Archibald McBryde           | 4. März 1809 – 3. März 1813       | Föderalist            |
| John Culpepper              | 4. März 1813 – 3. März 1817       | Föderalist            |
| James Stewart               | 5. Januar 1818 – 3. März 1819     | Föderalist            |
| John Culpepper              | 4. März 1819 – 3. März 1821       | Föderalist            |
| Archibald McNeill           | 4. März 1821 – 3. März 1823       | Föderalist            |
| John Culpepper              | 4. März 1823 – 3. März 1825       | Democratic Republican |
| Archibald McNeill           | 4. März 1825 – 3. März 1827       | Democratic Republican |
| John Culpepper              | 4. März 1827 – 3. März 1829       | Nationalrepublikaner  |
| Edmund Deberry              | 4. März 1829 – 3. März 1831       | Nationalrepublikaner  |
| Lauchlin Bethune            | 4. März 1831 – 3. März 1833       | Demokrat              |
| Edmund Deberry              | 4. März 1833 – 3. März 1843       | Nationalrepublikaner  |
| John Reeves Jones Daniel    | 4. März 1843 – 3. März 1847       | Demokrat              |
| James Iver McKay            | 4. März 1847 – 3. März 1849       | Demokrat              |
| William Shepperd Ashe       | 4. März 1849 – 3. März 1853       | Demokrat              |
| Francis Burton Craige       | 4. März 1853 – 3. März 1861       | Demokrat              |
| Alexander Hamilton Jones    | 6. Juli 1868 – 3. März 1871       | Republikaner          |
| James Clarence Harper       | 4. März 1871 – 3. März 1873       | Demokrat              |
| William McKendree Robbins   | 4. März 1873 – 3. März 1879       | Demokrat              |
| Robert Franklin Armfield    | 4. März 1879 – 3. März 1883       | Demokrat              |
| Tyre York                   | 4. März 1883 – 3. März 1885       | Unabhängiger          |
| John Steele Henderson       | 4. März 1885 – 3. März 1895       | Demokrat              |
| Alonzo Craig Shuford        | 4. März 1895 – 3. März 1899       | Populist Party        |
| Theodore Franklin Kluttz    | 4. März 1899 – 3. März 1903       | Demokrat              |
| Robert Newton Page          | 4. März 1903 – 3. März 1917       | Demokrat              |
| Leonidas Dunlap Robinson    | 4. März 1917 – 3. März 1921       | Demokrat              |
| William Cicero Hammer       | 4. März 1921 – 26. September 1930 | Demokrat              |
| Hinton James                | 4. November 1930 – 3. März 1931   | Demokrat              |
| John Walter Lambeth         | 4. März 1931 – 3. März 1933       | Demokrat              |
| Jerome Bayard Clark         | 4. März 1933 – 3. Januar 1949     | Demokrat              |
| Frank Ertel Carlyle         | 3. Januar 1949 – 3. Januar 1957   | Demokrat              |
| Alton Asa Lennon            | 3. Januar 1957 – 3. Januar 1973   | Demokrat              |
| Charles Grandison Rose      | 3. Januar 1973 – 3. März 1997     | Demokrat              |
| Douglas Carmichael McIntyre | 3. Januar 1997 – 3. Januar 2015   | Demokrat              |
| David Rouzer                | 3. Januar 2015 –                  | Republikaner          |

## 8. Sitz (1793–1861/seit 1873)
| Name                          | Amtszeit                        | Partei                |
| ----------------------------- | ------------------------------- | --------------------- |
| Benjamin Williams             | 4. März 1793 – 3. März 1795     | parteilos             |
| Dempsey Burges                | 4. März 1795 – 3. März 1799     | Democratic Republican |
| Archibald Henderson           | 4. März 1799 – 3. März 1803     | Föderalist            |
| Richard Stanford              | 4. März 1803 – 9. April 1816    | Democratic Republican |
| Samuel Dickens                | 2. Dezember 1816 – 3. März 1817 | Democratic Republican |
| James Strudwick Smith         | 4. März 1817 – 3. März 1821     | Democratic Republican |
| Josiah Crudup                 | 4. März 1821 – 3. März 1823     | Democratic Republican |
| Willie Person Mangum          | 4. März 1823 – 18. März 1826    | Democratic Republican |
| Daniel Laurens Barringer      | 4. Dezember 1826 – 3. März 1835 | Demokrat              |
| William Montgomery            | 4. März 1835 – 3. März 1841     | Demokrat              |
| Romulus Mitchell Saunders     | 4. März 1841 – 3. März 1843     | Demokrat              |
| Archibald Hunter Arrington    | 4. März 1843 – 3. März 1845     | Demokrat              |
| Henry Selby Clark             | 4. März 1845 – 3. März 1847     | Demokrat              |
| Richard Spaight Donnell       | 4. März 1847 – 3. März 1849     | Whig                  |
| Edward Stanly                 | 4. März 1849 – 3. März 1853     | Whig                  |
| Thomas Lanier Clingman        | 4. März 1853 – 7. Mai 1858      | Demokrat              |
| Zebulon Baird Vance           | 7. Dezember 1859 – 3. März 1861 | Demokrat              |
| Robert Brank Vance II         | 4. März 1873 – 3. März 1885     | Demokrat              |
| William Henry Harrison Cowles | 4. März 1885 – 3. März 1893     | Demokrat              |
| William Horton Bower          | 4. März 1893 – 3. März 1895     | Demokrat              |
| Romulus Zachariah Linney      | 4. März 1895 – 3. März 1901     | Republikaner          |
| Edmond Spencer Blackburn      | 4. März 1901 – 3. März 1903     | Republikaner          |
| Theodore Franklin Kluttz      | 4. März 1903 – 3. März 1905     | Demokrat              |
| Edmond Spencer Blackburn      | 4. März 1905 – 3. März 1907     | Republikaner          |
| Richard Nathaniel Hackett     | 4. März 1907 – 3. März 1909     | Demokrat              |
| Charles Holden Cowles         | 4. März 1909 – 3. März 1911     | Republikaner          |
| Robert Lee Doughton           | 4. März 1911 – 3. März 1933     | Demokrat              |
| John Walter Lambeth           | 4. März 1933 – 3. Januar 1939   | Demokrat              |
| William Olin Burgin           | 3. Januar 1939 – 11. April 1946 | Demokrat              |
| Eliza Jane Pratt              | 25. Mai 1946 – 3. Januar 1947   | Demokrat              |
| Charles Bennett Deane         | 3. Januar 1947 – 3. Januar 1957 | Demokrat              |
| Alvin Paul Kitchin            | 3. Januar 1957 – 3. Januar 1963 | Demokrat              |
| Charles Raper Jonas           | 3. Januar 1963 – 3. Januar 1969 | Republikaner          |
| Earl Baker Ruth               | 3. Januar 1969 – 3. Januar 1975 | Republikaner          |
| Willie Gathrel Hefner         | 3. Januar 1975 – 3. Januar 1999 | Demokrat              |
| Robert Cannon Hayes           | 3. Januar 1999 – 3. Januar 2009 | Republikaner          |
| Lawrence Webb Kissell         | 3. Januar 2009 – 3. Januar 2013 | Demokrat              |
| Richard Hudson                | 3. Januar 2013 –                | Republikaner          |

## 9. Sitz (1793–1853/seit 1883)
| Name                      | Amtszeit                            | Partei                |
| ------------------------- | ----------------------------------- | --------------------- |
| Thomas Blount             | 4. März 1793 – 3. März 1799         | Democratic Republican |
| David Stone               | 4. März 1799 – 3. März 1801         | Democratic Republican |
| John Stanly               | 4. März 1801 – 3. März 1803         | Föderalist            |
| Marmaduke Williams        | 4. März 1803 – 3. März 1809         | Democratic Republican |
| James Cochran             | 4. März 1809 – 3. März 1813         | Democratic Republican |
| Bartlett Yancey           | 4. März 1813 – 3. März 1817         | Democratic Republican |
| Thomas Settle I           | 4. März 1817 – 3. März 1821         | Democratic Republican |
| Romulus Mitchell Saunders | 4. März 1821 – 3. März 1827         | Democratic Republican |
| Augustine Henry Shepperd  | 4. März 1827 – 3. März 1839         | Whig                  |
| John Hill                 | 4. März 1839 – 3. März 1841         | Demokrat              |
| Augustine Henry Shepperd  | 4. März 1841 – 3. März 1843         | Whig                  |
| Kenneth Rayner            | 4. März 1843 – 3. März 1845         | Whig                  |
| Asa Biggs                 | 4. März 1845 – 3. März 1847         | Demokrat              |
| David Outlaw              | 4. März 1847 – 3. März 1853         | Whig                  |
| Risden Tyler Bennett      | 4. März 1883 – 3. März 1885         | Demokrat              |
| Thomas Dillard Johnston   | 4. März 1885 – 3. März 1889         | Demokrat              |
| Hamilton Glover Ewart     | 4. März 1889 – 3. März 1891         | Republikaner          |
| William Thomas Crawford   | 4. März 1891 – 3. März 1895         | Demokrat              |
| Richmond Pearson          | 4. März 1895 – 3. März 1899         | Republikaner          |
| William Thomas Crawford   | 4. März 1899 – 10. Mai 1900         | Demokrat              |
| Richmond Pearson          | 10. Mai 1900 – 3. März 1901         | Republikaner          |
| James Montraville Moody   | 4. März 1901 – 5. Februar 1903      | Republikaner          |
| Edwin Yates Webb          | 4. März 1903 – 10. November 1919    | Demokrat              |
| Clyde Roark Hoey          | 16. Dezember 1919 – 3. März 1921    | Demokrat              |
| Alfred Lee Bulwinkle      | 4. März 1921 – 3. März 1929         | Demokrat              |
| Charles Andrew Jonas      | 4. März 1929 – 3. März 1931         | Republikaner          |
| Alfred Lee Bulwinkle      | 4. März 1931 – 3. März 1933         | Demokrat              |
| Robert Lee Doughton       | 4. März 1933 – 3. Januar 1953       | Demokrat              |
| Hugh Quincy Alexander     | 3. Januar 1953 – 3. Januar 1963     | Demokrat              |
| James Thomas Broyhill     | 3. Januar 1963 – 3. Januar 1969     | Republikaner          |
| Charles Raper Jonas       | 3. Januar 1969 – 3. Januar 1973     | Republikaner          |
| James Grubbs Martin       | 3. Januar 1973 – 3. Januar 1985     | Republikaner          |
| John Alexander McMillan   | 3. Januar 1985 – 3. Januar 1995     | Republikaner          |
| Sue Wilkins Myrick        | 3. Januar 1995 – 3. Januar 2013     | Republikaner          |
| Robert Pittenger          | 3. Januar 2013 – 3. Januar 2019     | Republikaner          |
| vakant                    | 3. Januar 2019 – 10. September 2019 |                       |
| James Daniel „Dan“ Bishop | 10. September 2019 –                | Republikaner          |

## 10. Sitz (1793–1843/seit 1903)
| Name                       | Amtszeit                           | Partei                |
| -------------------------- | ---------------------------------- | --------------------- |
| Joseph Winston             | 4. März 1793 – 3. März 1795        | parteilos             |
| Nathan Bryan               | 4. März 1795 – 4. Juni 1798        | Democratic Republican |
| Richard Dobbs Spaight      | 10. Dezember 1798 – 3. März 1801   | Democratic Republican |
| James Holland              | 4. März 1801 – 3. März 1803        | Democratic Republican |
| Nathaniel Alexander        | 4. März 1803 – November 1805       | Democratic Republican |
| Evan Shelby Alexander      | 24. Februar 1806 – 3. März 1809    | Democratic Republican |
| Joseph Pearson             | 4. März 1809 – 3. März 1815        | Föderalist            |
| William Carter Love        | 4. März 1815 – 3. März 1817        | Democratic Republican |
| George Mumford             | 4. März 1817 – 31. Dezember 1818   | Democratic Republican |
| Charles Fisher             | 11. Februar 1819 – 3. März 1821    | Democratic Republican |
| John Long                  | 4. März 1821 – 3. März 1829        | Nationalrepublikaner  |
| Abraham Rencher            | 4. März 1829 – 3. März 1839        | Nationalrepublikaner  |
| Charles Fisher             | 4. März 1839 – 3. März 1841        | Demokrat              |
| Abraham Rencher            | 4. März 1841 – 3. März 1843        | Whig                  |
| James Madison Gudger       | 4. März 1903 – 3. März 1907        | Demokrat              |
| William Thomas Crawford    | 4. März 1907 – 3. März 1909        | Demokrat              |
| John Gaston Grant          | 4. März 1909 – 3. März 1911        | Republikaner          |
| James Madison Gudger       | 4. März 1911 – 3. März 1915        | Demokrat              |
| James Jefferson Britt      | 4. März 1915 – 3. März 1917        | Republikaner          |
| Zebulon Weaver             | 4. März 1917 – 1. März 1919        | Demokrat              |
| James Jefferson Britt      | 1. März 1919 – 3. März 1919        | Republikaner          |
| Zebulon Weaver             | 4. März 1919 – 3. März 1929        | Demokrat              |
| George Moore Pritchard     | 4. März 1929 – 3. März 1931        | Republikaner          |
| Zebulon Weaver             | 4. März 1931 – 3. März 1933        | Demokrat              |
| Alfred Lee Bulwinkle       | 4. März 1933 – 3. Januar 1943      | Demokrat              |
| Cameron A. Morrison        | 3. Januar 1943 – 3. Januar 1945    | Demokrat              |
| Joseph Wilson Ervin        | 3. Januar 1945 – 25. Dezember 1945 | Demokrat              |
| Samuel James Ervin         | 22. Januar 1946 – 3. Januar 1947   | Demokrat              |
| Hamilton Chamberlain Jones | 3. Januar 1947 – 3. Januar 1953    | Demokrat              |
| Charles Raper Jonas        | 3. Januar 1953 – 3. Januar 1963    | Republikaner          |
| Basil Lee Whitener         | 3. Januar 1963 – 3. Januar 1969    | Demokrat              |
| James Thomas Broyhill      | 3. Januar 1969 – 14. Juli 1986     | Republikaner          |
| Thomas Cass Ballenger      | 4. November 1986 – 3. Januar 2005  | Republikaner          |
| Patrick Timothy McHenry    | 3. Januar 2005 –                   | Republikaner          |

## 11. Sitz (1803–1843/seit 1933)
| Name                       | Amtszeit                          | Partei                |
| -------------------------- | --------------------------------- | --------------------- |
| James Holland              | 4. März 1803 – 3. März 1811       | Democratic Republican |
| Israel Pickens             | 4. März 1811 – 3. März 1813       | Democratic Republican |
| Meshack Franklin           | 4. März 1813 – 3. März 1815       | Democratic Republican |
| Daniel Munroe Forney       | 4. März 1815 – 1818               | Democratic Republican |
| William Davidson           | 2. Dezember 1818 – 3. März 1821   | Föderalist            |
| Henry William Connor       | 4. März 1821 – 3. März 1841       | Democratic Republican |
| Greene Washington Caldwell | 4. März 1841 – 3. März 1843       | Demokrat              |
| Zebulon Weaver             | 4. März 1933 – 3. Januar 1943     | Demokrat              |
| Alfred Lee Bulwinkle       | 3. Januar 1943 – 31. August 1950  | Demokrat              |
| Woodrow Wilson Jones       | 7. November 1950 – 3. Januar 1957 | Demokrat              |
| Basil Lee Whitener         | 3. Januar 1957 – 3. Januar 1963   | Demokrat              |
| Roy Arthur Taylor          | 3. Januar 1963 – 3. Januar 1977   | Demokrat              |
| Vonno Lamar Gudger         | 3. Januar 1977 – 3. Januar 1981   | Demokrat              |
| William Martin Hendon      | 3. Januar 1981 – 3. Januar 1983   | Republikaner          |
| James McClure Clarke       | 3. Januar 1983 – 3. Januar 1985   | Demokrat              |
| William Martin Hendon      | 3. Januar 1985 – 3. Januar 1987   | Republikaner          |
| James McClure Clarke       | 3. Januar 1987 – 3. Januar 1991   | Demokrat              |
| Charles Hart Taylor        | 3. Januar 1991 – 3. Januar 2007   | Republikaner          |
| Joseph Heath Shuler        | 3. Januar 2007 – 3. Januar 2013   | Demokrat              |
| Mark Randall Meadows       | 3. Januar 2013 – 30. März 2020    | Republikaner          |
| vakant                     | 30. März 2020 – 3. Januar 2021    |                       |
| David Madison Cawthorn     | 3. Januar 2021 –                  | Republikaner          |

## 12. Sitz (1803–1843/1943–1963/seit 1993)
| Name                 | Amtszeit                         | Partei                |
| -------------------- | -------------------------------- | --------------------- |
| Joseph Winston       | 4. März 1803 – 3. März 1807      | Democratic Republican |
| Meshack Franklin     | 4. März 1807 – 3. März 1813      | Democratic Republican |
| Israel Pickens       | 4. März 1813 – 3. März 1817      | Democratic Republican |
| Felix Walker         | 4. März 1817 – 3. März 1823      | Democratic Republican |
| Robert Brank Vance I | 4. März 1823 – 3. März 1825      | parteilos             |
| Samuel Price Carson  | 4. März 1825 – 3. März 1833      | Demokrat              |
| James Graham         | 4. März 1833 – 3. März 1843      | Nationalrepublikaner  |
| Zebulon Weaver       | 4. März 1943 – 3. Januar 1947    | Demokrat              |
| Monroe Minor Redden  | 3. Januar 1947 – 3. Januar 1953  | Demokrat              |
| George Adams Shuford | 3. Januar 1953 – 3. Januar 1959  | Demokrat              |
| David McKee Hall     | 3. Januar 1959 – 29. Januar 1960 | Demokrat              |
| Roy Arthur Taylor    | 25. Juni 1960 – 3. Januar 1963   | Demokrat              |
| Melvin Luther Watt   | 3. Januar 1993 – 6. Januar 2014  | Demokrat              |
| Alma Shealey Adams   | 12. November 2014 –              | Demokrat              |

## 13. Sitz (1813–1843/seit 2003)
| Name                 | Amtszeit                        | Partei                |
| -------------------- | ------------------------------- | --------------------- |
| Peter Forney         | 4. März 1813 – 3. März 1815     | Democratic Republican |
| Lewis Williams       | 4. März 1815 – 23. Februar 1842 | Democratic Republican |
| Anderson Mitchell    | 27. April 1842 – 3. März 1843   | Whig                  |
| Ralph Bradley Miller | 3. Januar 2003 – 3. Januar 2013 | Demokrat              |
| George E. B. Holding | 3. Januar 2013 – 3. Januar 2017 | Republikaner          |
| Ted Budd             | 3. Januar 2017 –                | Republikaner          |